# Eufonia
L'eufonia, etimològicament, fa referència a "bon so" i es fa servir en lingüística per descriure la qualitat sonora agradable de les paraules que els parlants perceben com harmonioses. El seu contrari és la Cacofonia. Diversos factors contribueixen a l'eufonia, com ara la proporció de combinació entre vocals i consonants suaus, mitjanes i fortes; la flexibilitat de l'accent prosòdic; la distribució de les paraules agudes, planes, esdrúixoles i sobresdrúixoles, de manera que les planes són més freqüents que les agudes, i aquestes, al seu torn, més que les esdrúixoles i sobresdrúixoles; la combinació de paraules de diferent nombre de síl·labes; i la llibertat sintàctica, que permet col·locar les paraules i els elements de la frase allà on millor convingui per aconseguir un ritme harmònic. A tot això s'hi afegeix la tria de les paraules i expressions adequades, així com les pauses, els enllaços i les inflexions de la veu, que també influeixen en la creació de l'eufonía.
L'eufonia ha determinat algunes normes:
- L'article «el» s'aplica als femenins que comencen per «a» tònica, en lloc de «la», per a evitar la sinalefa que resultaria de la concurrència de dues aes: «l'ànima», «l'àguila»...
- També s'aconsegueix la eufonía en les veus derivades suprimint lletres, atenuant-les, reforçant-les o commutant-les en unes altres.
- Els enclítics s'eviten, encara que gramaticalment siguin correctes, quan del seu ús resulten cacofonies: «leíle», «colocolo», «encarameme», «acatete»...
- Quan el pronom «ens» s'incorpora a la primera persona de plural, per eufonia s'omet la «s» final del verb: «anem-nos», «estiguem-nos»...
- Per la mateixa raó perd la «d» la segona persona del plural de l'imperatiu quan rep aquesta persona l'enclític «us»: «ajudeu-vos», «estimeu-vos», «respecteu-vos»...
- L'imperatiu d'anar no segueix aquesta regla, ja que es diu «anats» en comptes de «aneu-vos».

En l'àmbit de la foniatria també s'utilitza el terme eufonia, per a referir-se més aviat a l'equilibri de la veu o estat ideal d'emissió sonora. Quan hi ha una alteració del to muscular, es parla de distonia i per conseqüència hi haurà disfonia, on s'alteren o desequilibren una o diverses de les qualitats de la veu.